# Alfredo Chinetti
Alfredo Chinetti (* 11. Juli 1949 in Cavaria con Premezzo, Region Lombardei) ist ein ehemaliger italienischer Radrennfahrer. Er war von 1974 bis 1985 als Profi aktiv.

## Sportliche Laufbahn
Alfredo Chinetti konnte 1969 den GP Somma gewinnen. 1971 gewann er die Piccolo Giro di Lombardia (dt. Kleine Lombardei-Rundfahrt) und eine Etappe bei der Settimana Ciclistica Lombarda. 1972 wiederholte er den Sieg bei einer Etappe bei der Settimana Ciclistica Lombarda. 1973 konnte er den Giro della Regione Friuli Venezia Giulia, die Coppa Fiera di Mercatale und eine Etappe beim Giro della Valle d’Aosta gewinnen. 1974 wechselte Chinetti zum Profiteam Magniflex von Primo Franchini und belegte bei der Lombardei-Rundfahrt den 25. Platz. 1975 erreichte er dritte Plätze bei der Lombardei-Rundfahrt und beim Giro dell’Emilia, Platz 7 bei der Coppa Agostoni sowie jeweils Platz 13 bei Mailand-Sanremo und bei der Trofeo Laigueglia. 1976 konnte Chinetti neben seinem ersten Profisieg nur Platz 11 bei der Coppa Bernocchi erzielen. Nachdem er 1977 keine vorzeigbare Ergebnisse hatte, konnte Chinetti 1978 Platz 2 bei der Coppa Bernocchi, Platz 5 bei der Asturien-Rundfahrt, sechste Plätze bei Tirreno–Adriatico und beim Gran Premio Industria & Artigianato, Platz 11 bei Mailand-Sanremo und Platz 13 beim Giro d’Italia erwirken. 1979 erreichte er Platz 3 bei der Coppa Agostoni, Platz 4 beim Giro del Trentino und Platz 8 bei der Andalusien-Rundfahrt. 1980 musste sich Chinetti im Sprint gegen Alfons De Wolf mit dem zweiten Platz bei der Lombardei-Rundfahrt geschlagen geben. Weitere Platzierungen sind Platz 3 bei der Ruota d’Oro, Platz 4 beim Giro di Toscana, Platz 5 beim Giro di Romagna und Platz 20 beim Giro d’Italia. 1981 nahm er bei den jeweiligen Siegen seines Teamkapitäns Giovanni Battaglin an der Vuelta a España und dem Giro d’Italia teil und unterstützte diesen vermutlich mit Helferdiensten. In der zweiten Saisonhälfte konnte er Platz 3 bei der Lombardei-Rundfahrt, Platz 5 beim Giro del Veneto, Platz 6 bei der Coppa Agostoni und Platz 8 beim Giro di Romagna erwirken. 1982 nahm Chinetti das erste und einzige Mal an der Tour de France teil und belegte den 109. Platz. Er nahm, beim Sieg seines italienischen Teamkollegen Giuseppe Saronni, an den Straßen-Weltmeisterschaften in Goodwood, England teil und wurde 29. 1983 belegte er Platz 2 bei der Trofeo Pantalica, Platz 5 beim Giro della Provincia di Reggio Calabria, Platz 6 bei Mailand-Vignola und Platz 10 bei der Lombardei-Rundfahrt. 1984 erreichte er vierte Plätze bei Trofeo Pantalica, Mailand-Vignola und Giro di Romagna sowie zehnte Plätze bei Tirreno–Adriatico und beim Giro del Trentino und Platz 15 bei Mailand-Sanremo. Nachdem er 1985 keine weiteren nennenswerte Ergebnisse erzielen konnte, beendete er seine Profikarriere am Ende der Saison 1985.

## Erfolge
1976
- eine Etappe Katalonien-Rundfahrt

1978
- eine Etappe Asturien-Rundfahrt

1979
- eine Etappe Giro del Trentino

1981
- eine Etappe Vuelta a España

1982
- Coppa Placci

1984
- Giro della Provincia di Reggio Calabria

## Wichtige Platzierungen
| Grand Tour            | 1974 | 1975 | 1976 | 1977 | 1978 | 1979 | 1980 | 1981 | 1982 | 1983 | 1984 | 1985 |
| --------------------- | ---- | ---- | ---- | ---- | ---- | ---- | ---- | ---- | ---- | ---- | ---- | ---- |
| Vuelta a EspañaVuelta | –    | –    | –    | –    | –    | –    | –    | 27   | –    | –    | –    | –    |
| Giro d’ItaliaGiro     | DNF  | 29   | 56   | 25   | 13   | 29   | 20   | 33   | DNF  | 67   | 14   | 55   |
| Tour de FranceTour    | –    | –    | –    | –    | –    | –    | –    | –    | 109  | –    | –    | –    |

| Monument            | 1974 | 1975 | 1976 | 1977 | 1978 | 1979 | 1980 | 1981 | 1982 | 1983 | 1984 | 1985 |
| ------------------- | ---- | ---- | ---- | ---- | ---- | ---- | ---- | ---- | ---- | ---- | ---- | ---- |
| Mailand–Sanremo     | –    | 13   | 66   | 95   | 11   | 70   | 118  | –    | –    | 21   | 15   | 46   |
| Lombardei-Rundfahrt | 25   | 3    | –    | –    | –    | –    | 2    | 3    | 36   | 10   | 22   | 23   |